# 麥金托什山
74°20′S 162°15′E / 74.333°S 162.250°E
麥金托什山（英語：Mount Mackintosh）是南極洲的山峰，位於維多利亞地，屬於阿爾伯特親王山脈的一部分，海拔高度2,468米，該山峰在1841年由英國探險家詹姆斯·克拉克·羅斯發現。